# Taschorema pallescens
Taschorema pallescens är en nattsländeart som först beskrevs av Banks 1939.  Taschorema pallescens ingår i släktet Taschorema och familjen Hydrobiosidae. Inga underarter finns listade i Catalogue of Life.